# Chortopodisma
Chortopodisma is een geslacht van rechtvleugeligen uit de familie veldsprinkhanen (Acrididae). De wetenschappelijke naam van dit geslacht is voor het eerst geldig gepubliceerd in 1951 door Ramme.

## Soorten
Het geslacht Chortopodisma  is monotypisch en omvat slechts de volgende soort:
- Chortopodisma cobellii (Krauss, 1883)